# Maria Zanini
Maria Zanini, aussi connue comme Maria Milanaccio, née le 23 juin 1865 à Turin et morte après 1894, est une couturière, cuisinière et anarchiste italienne. Elle est surtout connue pour son action pendant la naissance de l'illégalisme ; où elle s'associe avec d'autres illégalistes, formant avec eux la bande à Ortiz.
Après s'être déplacée en France et s'être installée à Paris ; elle s'engage dans les milieux illégalistes de la capitale et sert vraisemblablement de receleuse pour sa bande, la bande à Ortiz, du nom de Léon Ortiz. Arrêtée, Zanini est mise en procès pendant le procès des Trente, un procès politique visant les principales figures de l'anarchisme en France. Zanini est finalement acquittée mais renvoyée de France en 1894.

## Biographie

### Jeunesse et illégalisme
Maria Zanini naît le 23 juin 1865 à Turin,. Elle est la fille d'Antonio Zanini et de Paolina Bourgnio,. Elle commence à travailler comme cuisinière et couturière pour gagner sa vie et épouse un homme au nom de Milanaccio ; mais il meurt et elle devient veuve,,.

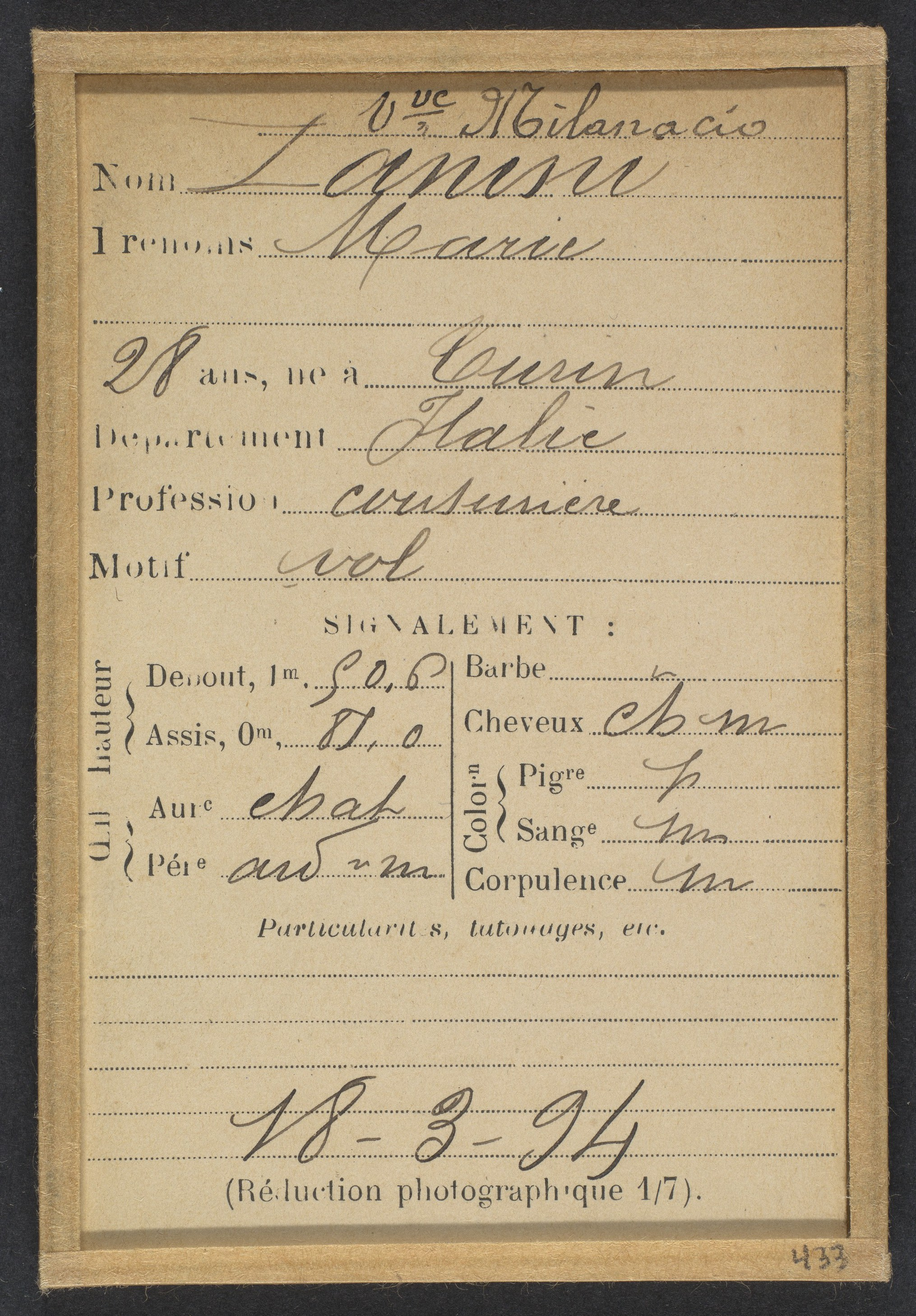
Fiche de Zanini établie par Alphonse Bertillon (1894)

En 1892, alors qu'elle est à Paris, Zanini rejoint la bande à Ortiz, un groupe illégaliste composé, en plus d'elle, du couple Paul Chiericotti-Annette Soubrié, de Léon Ortiz, de Victorine Belloti, son fils Louis, de François Liégeois ou encore d'Orsini Bertani (en), le compagnon de Zanini. Elle se charge vraisemblablement du recel des biens volés par sa bande.
En octobre 1893, Zanini vient loger au 1, Boulevard Brune, où se trouve la cache du butin des vols de la bande et où un certain nombre d'entre eux loge. Elle vit avec son compagnon dans cette cache au début de 1894,, dans un logement comportant deux fenêtres. Après l'arrestation d'Antoinette Cazal, les autorités remontent jusqu'à son compagnon, Léon Ortiz, qui loge avec les autres membres du groupe. Le 18 mars 1894, Zanini est arrêtée avec les autres membres du groupe et placée en détention,,.

### Procès des Trente et expulsion
En août 1894, Zanini est mise en procès pendant le procès des Trente, visant trente figures de l'anarchisme en France destinées à être condamnées dans un procès politique après l'assassinat de Sadi Carnot par Sante Caserio. Contrairement aux attentes, les jurés acquittent tous les accusés, à l'exception d'Ortiz, qui reçoit la plus grande peine (15 ans de déportation au bagne) et quelques membres de la bande,. Le journal conservateur Gil Blas décrit ses interventions lors du procès de la manière suivante :

« Ne sait rien, et ne voit même pas la figure des gens qui viennent coucher chez elle. »

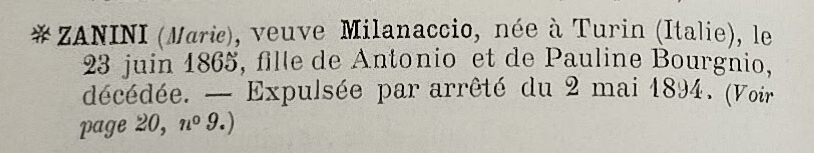
État signalétique des anarchistes expulsés (4 M 380 - courtoisie dArchives anarchistes)

Selon Jean Grave, lui-même acquitté lors de ce procès, les membres de la bande se seraient disputé les uns avec les autres, cherchant à rejeter la faute des cambriolages sur d'anciens amis, dont certains témoignent d'ailleurs contre eux. La dureté de la justice française est rendue possible par le fait que leurs actions ne sont pas considérées comme anarchistes par les autorités françaises, qui établissent, dans les lois scélérates, une série de lois visant le mouvement anarchiste, une distinction entre les 'idéologues' et les 'propagandistes', ces derniers étant bien plus sévèrement punis. Comme Grave, elle est acquittée après son procès ; mais doit répondre à un ordre d'expulsion qui la touche et quitter le pays,.
Elle rejoint alors le Royaume-Uni avec Bertani.

## Postérité

### Art et politique
En 2024, la photographie policière de Zanini faite par Alphonse Bertillon lors de son arrestation et son fichage des anarchistes, qui est au Metropolitan Museum of Art (MET), est choisie par l'artiste américain Jesse Krimes (en) pour figurer dans son exposition Corrections. Cette exposition s'oppose à Donald Trump et au système carcéral étasunien.